# Alaudala cheleensis cheleensis
Alaudala cheleensis cheleensis is een ondersoort van de mongoolse kortteenleeuwerik uit de familie van de leeuweriken. 

## Verspreiding en leefgebied
De soort komt voor in het zuidelijke deel van Centraal-Siberië, noordoostelijk Mongolië en noordoostelijk China.